# Rödåsjön
Rödåsjön är en sjö i Orsa kommun och Rättviks kommun i Dalarna och ingår i Dalälvens huvudavrinningsområde. Sjön har en area på 0,0882 kvadratkilometer och ligger 222,1 meter över havet.

## Delavrinningsområde
Rödåsjön ingår i det delavrinningsområde (679210-145925) som SMHI kallar för Mynnar i Skattungen. Medelhöjden är 275 meter över havet och ytan är 18,92 kvadratkilometer. Räknas de 9 avrinningsområdena uppströms in blir den ackumulerade arean 113,09 kvadratkilometer. Tenningån som avvattnar avrinningsområdet har biflödesordning 3, vilket innebär att vattnet flödar genom totalt 3 vattendrag innan det når havet efter 362 kilometer. Avrinningsområdet består mestadels av skog (82 procent). Avrinningsområdet har 0,09 kvadratkilometer vattenytor vilket ger det en sjöprocent på 0,5 procent.